# Lepidotrichilia convallariiodora
Lepidotrichilia convallariiodora là một loài thực vật có hoa trong họ Meliaceae. Loài này được (Baill.) J.-F. Leroy mô tả khoa học đầu tiên năm 1996.